# Багровка
Багровка — деревня в Воловском районе Липецкой области России. Входит в состав Большеивановского сельсовета.

## География
Деревня находится в юго-западной части Липецкой области, в лесостепной зоне, в пределах восточных отрогов Среднерусской возвышенности, на расстоянии примерно 13 километров (по прямой) к северо-востоку от села Волово, административного центра района.
Уличная сеть деревни состоит из одной улицы (ул. Садовая).
Климат умеренно континентальный с теплым летом и умеренно морозной зимой.

## Население
| 2010 | 2012 |
| ---- | ---- |
| 9    | ↗10  |

### Гендерный состав
По данным Всероссийской переписи населения 2010 года в гендерной структуре населения мужчины составляли 33,3 %, женщины — соответственно 66,7 %.

### Национальный состав
Согласно результатам переписи 2002 года, в национальной структуре населения русские составляли 96 % из 27 человек.